# Tennis Masters Cup 2007
Der Tennis Masters Cup 2007 fand vom 11. bis 18. November in Shanghai statt. Es war die insgesamt 38. Auflage des Wettbewerbs. Neben den vier Grand-Slam-Turnieren ist der Masters Cup der wichtigste Wettbewerb im Herrenprofitennis, er findet jeweils am Ende des Tennisjahres statt.
Roger Federer gewann seinen vierten Masters-Cup-Titel im Einzel, Mark Knowles und Daniel Nestor gewannen den Titel im Doppel.

## Einzel

### Qualifizierte Spieler
| Setzliste | Rang | Spieler           |
| --------- | ---- | ----------------- |
| 1         | 1    | Roger Federer     |
| 2         | 2    | Rafael Nadal      |
| 3         | 3    | Novak Đoković     |
| 4         | 4    | Nikolai Dawydenko |
| 5         | 5    | Andy Roddick      |
| 6         | 6    | David Ferrer      |
| 7         | 7    | Fernando González |
| 8         | 8    | Richard Gasquet   |

### Rote Gruppe

#### Ergebnisse
| Sieger            | Gegner            | Ergebnis      |
| ----------------- | ----------------- | ------------- |
| Andy Roddick      | Nikolai Dawydenko | 6:3, 4:6, 6:2 |
| Fernando González | Roger Federer     | 3:6, 7:6, 7:5 |
| Roger Federer     | Nikolai Dawydenko | 6:4, 6:3      |
| Andy Roddick      | Fernando González | 6:1, 6:4      |
| Nikolai Dawydenko | Fernando González | 6:4, 6:3      |
| Roger Federer     | Andy Roddick      | 6:4, 6:2      |

#### Tabelle
| Pos. | Setzliste | Spieler           | Sätze | Punkte |
| ---- | --------- | ----------------- | ----- | ------ |
| 1    | 1         | Roger Federer     | 5:2   | 2:1    |
| 2    | 5         | Andy Roddick      | 4:3   | 2:1    |
| 3    | 4         | Nikolai Dawydenko | 3:4   | 1:2    |
| 4    | 7         | Fernando González | 2:5   | 1:2    |

### Goldene Gruppe

#### Ergebnisse
| Sieger          | Gegner          | Ergebnis      |
| --------------- | --------------- | ------------- |
| Rafael Nadal    | Richard Gasquet | 3:6, 6:3, 6:4 |
| David Ferrer    | Novak Đoković   | 6:4, 6:4      |
| Richard Gasquet | Novak Đoković   | 6:4, 6:2      |
| David Ferrer    | Rafael Nadal    | 4:6, 6:4, 6:3 |
| Rafael Nadal    | Novak Đoković   | 6:4, 6:4      |
| David Ferrer    | Richard Gasquet | 6:1, 6:1      |

#### Tabelle
| Pos. | Setzliste | Spieler         | Sätze | Punkte |
| ---- | --------- | --------------- | ----- | ------ |
| 1    | 6         | David Ferrer    | 6:1   | 3:0    |
| 2    | 2         | Rafael Nadal    | 5:3   | 2:1    |
| 3    | 8         | Richard Gasquet | 3:4   | 1:2    |
| 4    | 3         | Novak Đoković   | 0:6   | 0:3    |

### Halbfinale
| Sieger        | Gegner       | Ergebnis |
| ------------- | ------------ | -------- |
| Roger Federer | Rafael Nadal | 6:4, 6:1 |
| David Ferrer  | Andy Roddick | 6:1, 6:3 |

### Finale
| Sieger        | Gegner       | Ergebnis      |
| ------------- | ------------ | ------------- |
| Roger Federer | David Ferrer | 6:2, 6:3, 6:2 |

## Doppel

### Qualifizierte Paarungen
| Setzliste | Rang | Spieler                                                 |
| --------- | ---- | ------------------------------------------------------- |
| 1         | 2    | Mark Knowles Daniel Nestor                              |
| 2         | 3    | Paul Hanley Kevin Ullyett                               |
| 3         | 4    | Simon Aspelin Julian Knowle                             |
| 4         | 5    | Martin Damm Leander Paes                                |
| 5         | 6    | Lukáš Dlouhý Pavel Vízner                               |
| 6         | 7    | Jonas Björkman Maks Mirny                               |
| 7         | 8    | Arnaud Clément Michaël Llodra                           |
| 8         | 9    | Jonathan Erlich Andy Ram Ersetzten Bob Bryan/Mike Bryan |

### Rote Gruppe

#### Ergebnisse
| Sieger                      | Gegner                        | Ergebnis         |
| --------------------------- | ----------------------------- | ---------------- |
| Mark Knowles Daniel Nestor  | Arnaud Clément Michaël Llodra | 2:6, 7:5, [10:5] |
| Simon Aspelin Julian Knowle | Lukáš Dlouhý Pavel Vízner     | 7:6, 6:2         |
| Lukáš Dlouhý Pavel Vízner   | Arnaud Clément Michaël Llodra | 3:6, 6:3, [10:5] |
| Mark Knowles Daniel Nestor  | Simon Aspelin Julian Knowle   | 6:3, 7:5         |
| Lukáš Dlouhý Pavel Vízner   | Mark Knowles Daniel Nestor    | 6:3, 4:6, [11:9] |
| Simon Aspelin Julian Knowle | Arnaud Clément Michaël Llodra | 7:6, 7:6         |

#### Tabelle
| Pos. | Setzliste | Spieler                       | Sätze | Punkte |
| ---- | --------- | ----------------------------- | ----- | ------ |
| 1    | 3         | Simon Aspelin Julian Knowle   | 4:2   | 2:1    |
| 2    | 1         | Mark Knowles Daniel Nestor    | 5:3   | 2:1    |
| 3    | 5         | Lukáš Dlouhý Pavel Vízner     | 4:4   | 2:1    |
| 4    | 7         | Arnaud Clément Michaël Llodra | 2:6   | 0:3    |

### Goldene Gruppe

#### Ergebnisse
| Sieger                    | Gegner                    | Ergebnis          |
| ------------------------- | ------------------------- | ----------------- |
| Martin Damm Leander Paes  | Jonas Björkman Maks Mirny | 6:4, 6:1          |
| Jonathan Erlich Andy Ram  | Paul Hanley Kevin Ullyett | 7:6, 3:6, [14:12] |
| Paul Hanley Kevin Ullyett | Jonas Björkman Maks Mirny | 7:6, 6:4          |
| Martin Damm Leander Paes  | Jonathan Erlich Andy Ram  | 6:4, 7:5          |
| Jonas Björkman Maks Mirny | Jonathan Erlich Andy Ram  | 6:4, 3:6, [10:7]  |
| Paul Hanley Kevin Ullyett | Martin Damm Leander Paes  | 6:3, 6:4          |

#### Tabelle
| Pos. | Setzliste | Spieler                   | Sätze | Punkte |
| ---- | --------- | ------------------------- | ----- | ------ |
| 1    | 2         | Paul Hanley Kevin Ullyett | 5:2   | 2:1    |
| 2    | 4         | Martin Damm Leander Paes  | 4:2   | 2:1    |
| 3    | 8         | Jonathan Erlich Andy Ram  | 3:5   | 1:2    |
| 4    | 6         | Jonas Björkman Maks Mirny | 2:5   | 1:2    |

### Halbfinale
| Sieger                      | Gegner                    | Ergebnis         |
| --------------------------- | ------------------------- | ---------------- |
| Simon Aspelin Julian Knowle | Martin Damm Leander Paes  | 6:4, 6:4         |
| Mark Knowles Daniel Nestor  | Paul Hanley Kevin Ullyett | 6:3, 6:7, [10:5] |

### Finale
| Sieger                     | Gegner                      | Ergebnis      |
| -------------------------- | --------------------------- | ------------- |
| Mark Knowles Daniel Nestor | Simon Aspelin Julian Knowle | 6:2, 6:3, 6:2 |